# Kuratienkirche Gurtis

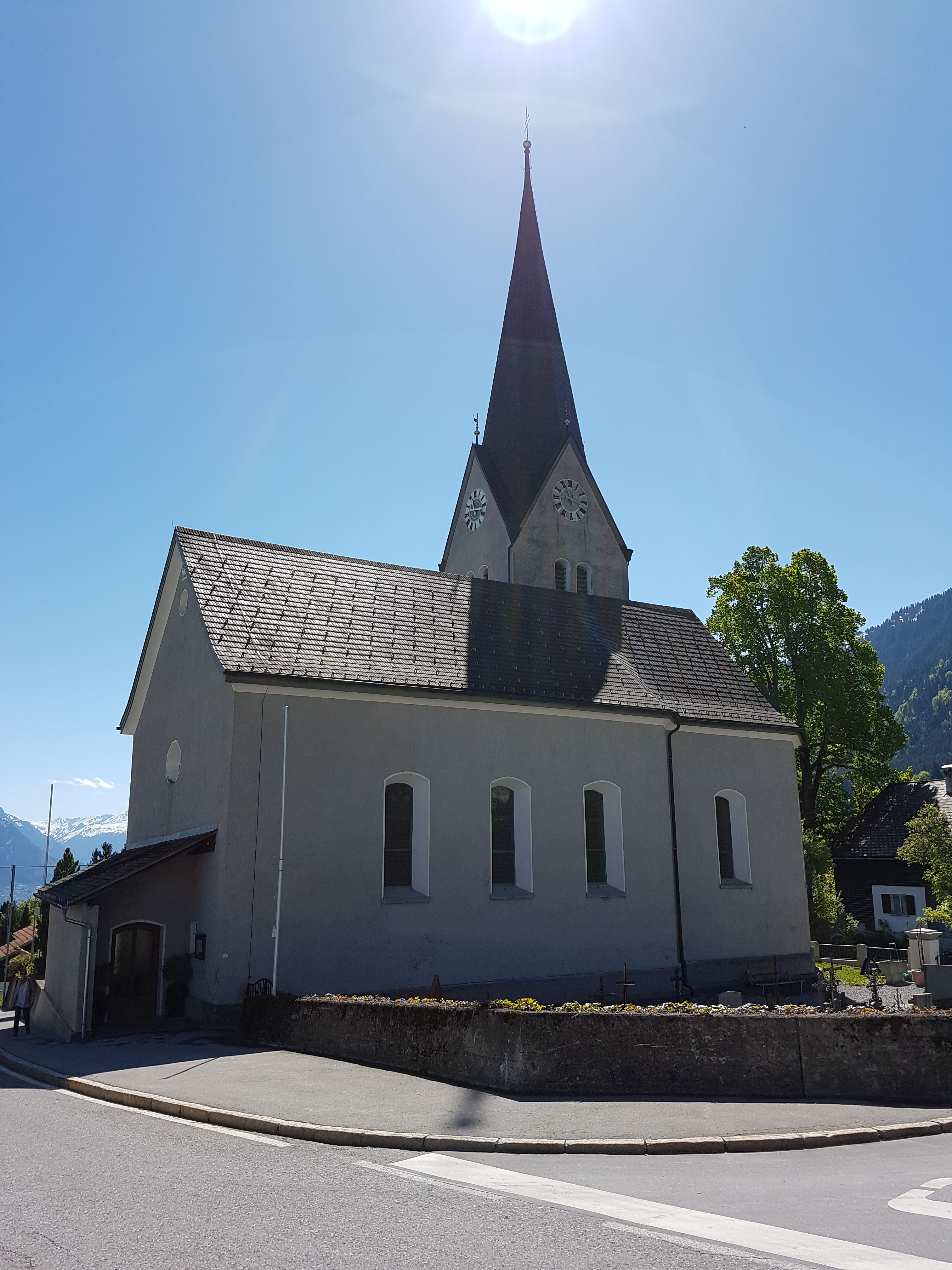
Kath. Kuratienkirche Mariä Heimsuchung in Nenzing-Gurtis

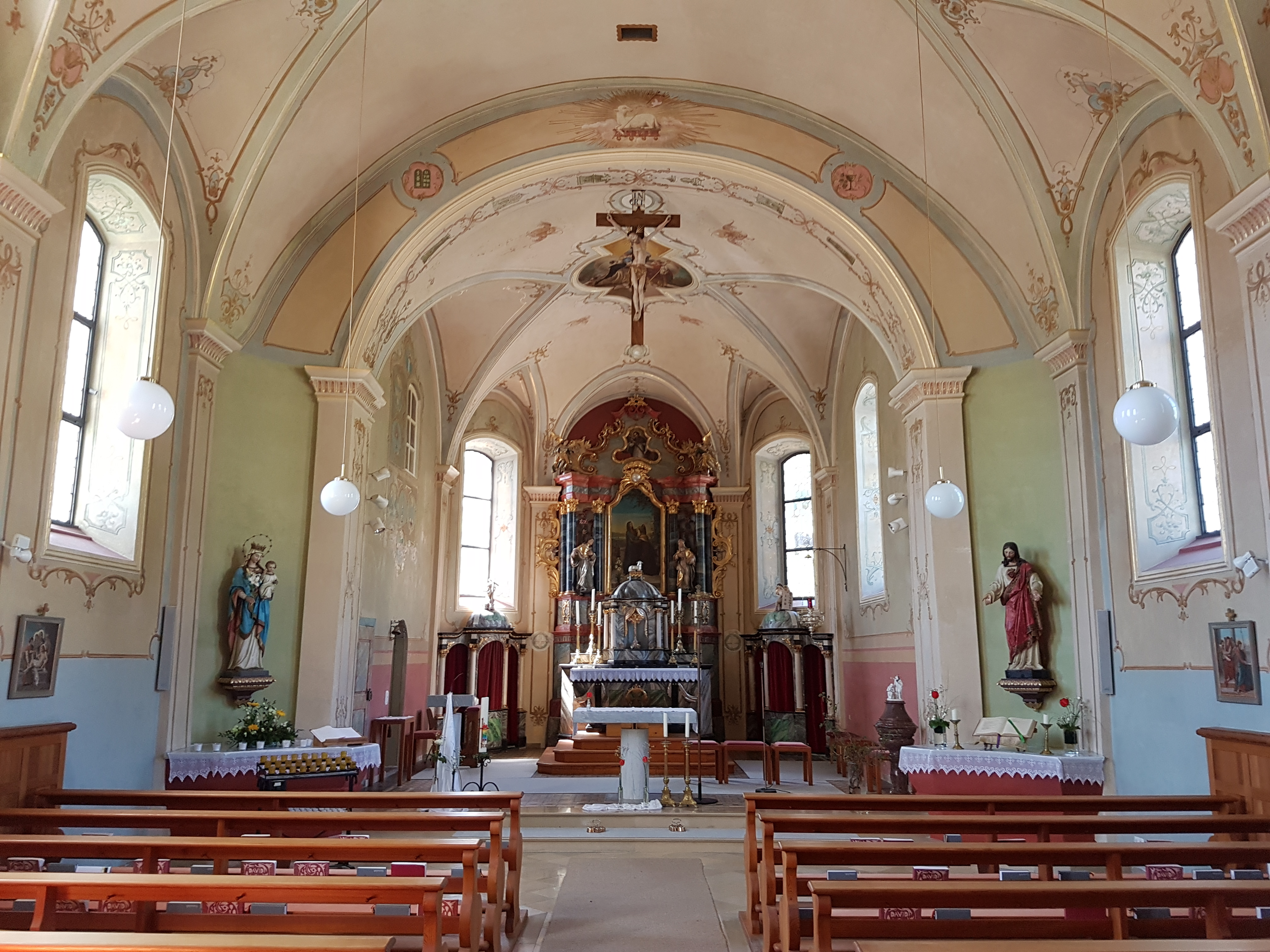
Innenansicht mit Blick zum Altar

Die römisch-katholische Kuratienkirche Gurtis steht in der Ortschaft Gurtis in der  Gemeinde Nenzing im Bezirk Bludenz in Vorarlberg. Sie ist dem Fest Mariä Heimsuchung geweiht und gehört zur Pfarre Nenzing im Dekanat Walgau-Walsertal in der Diözese Feldkirch. Das Bauwerk steht unter Denkmalschutz (Listeneintrag).

## Lagebeschreibung
Die Kirche ist von einem ummauerten Friedhof umgeben.

## Geschichte
In der zweiten Hälfte des 17. Jahrhunderts wurde eine Kapelle errichtet. Diese wurde 1737 restauriert und 1790 zur Expositur erhoben.
Bereits am 22. Jänner 1785 wurde mit einer kaiserlichen Resolution eine Lokalkaplanei bewilligt, mit der Auflage, dass die Kirche und das Kaplanhaus neu zu errichten sind. Die Grundsteinlegung für die neue Kirche erfolgte am 3. April 1791 und bereits am 23. Juli 1790 konnte der Dachstuhl aufgesetzt werden. Das Gewölbe stürzte in weiterer Folge zweimal ein, wodurch die Einweihung der Kirche erst am 18. Oktober 1791 erfolgen konnte. 1793 wurde der Hochaltar installiert (von Josef Römer aus Schruns gefertigt), 1796 wurde die große Glocke aufgezogen, 1803 die erste Orgel installiert (Schennach/Rankweil). 1805 folgte die Kirchturmuhr. Erst 1820/1821 konnten die Seitenaltäre aufgestellt werden (heute nicht mehr vorhanden).
Eine Restaurierung erfolgte 1929. Als 1964 eine Sanierung des Innenraums erfolgte, wurden die Wandmalereien weiß übermalt. Nach einer großen Renovierung 1998/1999 wurde ein Teil des barocken Aussehens durch Josef Fastl wieder hergestellt.

## Architektur
Kirchenäußeres
Die Kirche besteht aus einem spätbarocken Langhaus mit geschrägten Wänden zum eingezogenen Chor. Chor und Langhaus sind unter einem gemeinsamen, leicht geknickten Satteldach. Der Nordturm hat einen Giebelspitzhelm. Der Turm hat im unteren Geschoß Flachbogenschallfenster, im oberen Geschoß jeweils zwei Rundbogenschallöffnungen aus dem Jahr 1890. Der gemauerte Vorbau hat ein Pultdach. Langhaus und Chor weisen keine plastische Gliederung auf und sind durch Flachbogenfenster durchbrochen. Die Giebelfassade weist ein Ochsenaugefenster auf. Das Rundbogenportal ist abgefast.
Kircheninneres
Das Langhaus ist 3½ Joche lang. Darüber ist Stichkappengewölbe, das auf Wandpfeilern ruht. Auf beiden Seiten sind jeweils drei Flachbogenfenster. Die Ecken zum eingezogenen Triumphbogen auf Wandpfeilern sind eingerundet. Der Chor ist einjochig und weist einen 3/8-Schluss auf. Darüber ist Stichkappengewölbe. Die Stichkappen in Chor und Langhaus sind durch profilierte Stuckleisten verziert. Im Westen des Langhauses befindet sich eine gerade Empore. Die Deckenfresken stammen von Floris Scheel aus Feldkirch. Sie wurden 1929 renoviert. Im Chor ist „Maria mit Kind und den Heiligen Dominikus und Martin“ dargestellt. Über dem Langhaus ist „Christi Himmelfahrt“ dargestellt.

## Ausstattung
Der Hochaltar von Josef Römer aus dem Jahr 1793 ist ein barocker Aufbau mit vier Säulen auf gestaffeltem Sockel und verkröpftem Gebälk. Er ist durch Voluten und Rocailledekor verziert. Das Altarbild zeigt „Mariä Heimsuchung“. Es wurde 1918 von Floris Scheel nach Carl Müller gemalt. Das Oberbild zeigt den heiligen Johannes Nepomuk und stammt aus dem Jahr 1793. Das Altarbild wird von Figuren der Heiligen Dominikus und Katharina flankiert. Am Gebälk sind zwei Engel von Josef Klemens Witwer aus dem Jahr 1793. Der Tabernakel ist im Empirestil. Anstelle des linken Seitenaltares ist eine Figur des heiligen Josef, anstelle des rechten Seitenaltares eine Figur der heiligen Maria. Beide wurden 1964 von Fischenzeller mit jeweils zwei Putten geschaffen. Der Taufstein mit Figurengruppe „Taufe Christi“ ist barock, die Kreuzwegstationen von Anton Marte sind aus dem 20. Jahrhundert. Das Kruzifix an der linken Chorwand wurde Mitte des 17. Jahrhunderts geschaffen. Die Kommunionbänke und Beichtstühle stammen aus dem Jahr 1896 von A. Jehly.

### Orgel
Die Orgel stammt von den Anton Behmann aus dem Jahr 1904.

## Geläut
Die Glocke wurde vor 1664 gegossen.